# Lista de programas eleitorais do Pessoas–Animais–Natureza
Esta é uma lista dos programas eleitorais do Pessoas–Animais–Natureza a eleições.

## Eleições legislativas
| Eleição | Líder        | Título do Programa                                                         | Resultado         | Link |
| ------- | ------------ | -------------------------------------------------------------------------- | ----------------- | ---- |
| 2011    | Paulo Borges | Programa Político                                                          | Extra-parlamentar |      |
| 2015    | André Silva  | Pessoas–Animais–Natureza - Eleições Legislativas 2015 - Programa Eleitoral | Oposição          |      |
| 2019    | André Silva  | Da indiferença à emergência - Ainda vamos a tempo                          | Oposição          |      |

## Eleições europeias
| Eleição | Cabeça de lista     | Título do Programa    | Resultado         | Link |
| ------- | ------------------- | --------------------- | ----------------- | ---- |
| 2014    | Orlando Figueiredo  | Reestruturar a Europa | Extra-parlamentar |      |
| 2019    | Francisco Guerreiro | A Europa começa em ti | Parlamentar       |      |